# Émile Lahoud
Émile Lahoud, in arabo إميل لحود‎?, Emīl Laḥūd (Baabdat, 12 gennaio 1936), è un politico e generale libanese.
Émile Lahoud venne eletto Presidente del Libano nel 1998, dopo essere assurto ai ranghi di comandante delle forze armate libanesi.

## Origini e carriera militare
Nato a Ba'abda, un piccolo villaggio nel nord della provincia del Metn, Lahoud è figlio del generale Jamil Lahoud, leader del movimento indipendentista e ministro del Lavoro e degli Affari Sociali nel 1960, nonché membro del Parlamento libanese dal 1960 al 1964. Sua madre, Adrene Bajakian, è di origini armene ed è nativa del villaggio armeno di Kasab, in Siria. Lahoud ricevette la sua istruzione primaria all'istituto La Sagesse di Beirut e ricevette il diploma alla Brumana High School del Metn. Dopo aver deciso di seguire le orme del padre entrò nell'esercito e s'iscrisse all'Accademia Militare nel 1956.
Dopo essere stato promosso al grado di colonnello nel 1959 prestò servizio sulla nave Tyre in qualità di ingegnere navale e comandante. In seguito prestò servizio come comandante nella Seconda Flotta libanese tra il 1966 ed il 1968 e nella Prima Flotta tra il 1968 ed il 1970. Durante questo periodo Lahoud trascorse diverso tempo in campi addestramento stranieri, studiò infatti ingegneria marittima in Gran Bretagna e ricevette particolari addestramenti militari al US Naval Command College di Rhode Island tra il 1972 ed il 1973 e successivamente tra il 1979 ed il 1980.
Sebbene la sua carriera militare e la sua formazione provenissero dalla marina, quando suo cugino Jean Njeim venne promosso comandante, Lahoud venne promosso a sua volta capo della sezione trasporti della Quarta Divisione dell'esercito nel 1970. Nonostante Jean Njeim morisse l'anno successivo in un incidente in elicottero, Lahoud rimase nell'esercito continuando una brillante carriera come ufficiale. Nel 1980 venne nominato Direttore del Personale del Comando generale dell'esercito e tre anni dopo ricevette un incarico amministrativo al Ministero della Difesa in qualità di coordinatore tra il ministero e il Comandante dell'Esercito Libanese, carica che sarebbe stata ricoperta in seguito dal generale Michel Aoun l'anno seguente. Nel 1985 fu promosso brigadier generale.

### Posizioni filo-siriane
Alla fine del 1988, una grave crisi politica scoppiò all'interno del parlamento libanese (sede nella parte occidentale di Beirut, occupata dalle forze siriane) che non riuscì ad eleggere un successore del Presidente libanese Amin Gemayel. Quindici minuti prima che il suo mandato scadesse Gemayel elesse un comitato curatore del Parlamento con Aoun come Primo Ministro ad interim, con il compito di guidare il paese fino all'elezione del prossimo Presidente del Libano.
Inizialmente Lahoud rimase fedele ad Aoun, ma quando egli, secondo fonti militari degne di fiducia, propose al generale di trattare con la Siria per ottenere in cambio la sua elezione a Presidente, Aoun si rifiutò di scendere a compromessi con i siriani e con le milizie a loro alleate. Nella primavera del 1989 Aoun ordinò un blocco marittimo contro tutti i porti e gli approdi utilizzati dalle milizie filo-siriane per i loro traffici illegali, in rappresaglia di questa iniziativa le forze siriane accentuarono la loro pressione su Beirut est. Ciò spinse Aoun a dichiarare una guerra di liberazione ed ordinò ai circa 15.000 soldati libanesi sotto il suo comando di attaccare le forze siriane in Libano. Nonostante la sua fedeltà ad Aoun, Lahoud non sembra aver raccolto grandi meriti nel conflitto, e viene addirittura accusato di incompetenza dallo stesso Aoun che lo destituisce, costringendo Lahoud a passare la barricata e a trasferirsi nella parte di Beirut occupata dai siriani.
Il 28 novembre 1989 Lahoud accetta la nomina a Comandante delle Forze armate libanesi fatta dal governo filo-siriano creato a seguito degli accordi di Ta'if, dopo che molti altri alti ufficiali libanesi avevano rifiutato di ricoprire l'incarico.

## Presidente del Libano
Dal parlamento filo siriano venne eletto Presidente del Libano nel 1998.
Nel 1999 Lahoud cercò di convincere molti ufficiali ancora fedeli ad Aoun di passare alla fazione filo-siriana ma con scarsi risultati, fino a quando un'offensiva portata avanti con successo nell'ottobre dello stesso anno dalle forze siriane non mise in rotta le forze di Aoun spianando la strada al controllo totale del paese al regime filo-siriano.
Il suo mandato scadeva nel 2004, ma il termine è stato prorogato di altri tre anni sotto la pressione del governo siriano. Considerato filo-siriano, Lahoud è oggetto di forti critiche e richieste di dimissioni da parte dell'attuale maggioranza parlamentare libanese che appoggia il governo di Fouad Siniora. Solo nel maggio 2008 viene eletto il nuovo presidente, il generale Michel Suleiman che aveva sostituito Lahoud come capo di stato maggiore.

## Onorificenze

### Onorificenze libanesi
Personalmente è stato insignito dei titoli di: